# Les Garde-fous
Pour les articles homonymes, voir Garde-fou.
Les Garde-fous est une bande dessinée policière du Français Frédéric Bézian publiée en album en 2007 par Delcourt.
Ce drame psychologique en huis clos est le deuxième album de Bézian publié chez cet éditeur important. Les critiques, tout en notant un récit efficace mais classique, ont souligné des innovations graphiques créant une ambiance très réussie.

## Résumé
La soirée organisée dans son immense villa par l'éditeur Boris Lentz à l'occasion de la sortie d'un roman inspiré de faits divers sanglants, Les Âmes rouges, est perturbée par l'arrivée de l'Inspecteur de Police Fix, qui pense qu'Alice, l'épouse de Lentz, serait la prochaine cible de Boone, un tueur en série.

## Historique de publication
Cet album est né du double désir de Bézian de dessiner un récit contemporain, après avoir réalisé de nombreux albums de déroulant une centaine d'années dans le passé, et de travailler avec son frère architecte.
Bézian lui demande de concevoir une villa de 300 m2 très épurée, selon le principe de Philippe Starck prônant l'élimination du superflu dans la décoration intérieure, qui serve de décor mais également de personnage à part entière pour un drame psychologique.
Alors qu'il aurait voulu faire un album en noir et blanc, son éditeur, la maison d'édition grand public française, Delcourt lui impose l'usage de la couleur ; Bézian décide alors d'en faire un usage expressionniste, en vue de souligner les atmosphères.
L'album est publié le 5 septembre 2007.

## Thèmes
Entourée d'un lac et d'une pinède, l'immense villa aux lignes épurées devient presque un personnage principal du récit et permet à l'auteur de jouer sur les notions d’enfermement et de liberté.
Bézian a travaillé sur les ambiances, en jouant avec les changements du trait de son dessin (traits linéaires devenant des hachures plus la situation devient tendue) et avec les couleurs qui rythment les tensions au récit.

## Réception
La plupart des critiques soulignent l'aspect relativement classique de l'intrigue, : un huis clos policier prenant mais « un peu mince » par rapport aux chefs-d'œuvre du genre. L. Cirade de Bedetheque.com a cependant trouvé les personnages « étourdissants de justesse »
Tous les critiques louent cependant un « dispositif graphique magistral » (mise en page, cadrages, couleurs), qui apparaît comme le principal intérêt de l'œuvre,,, lui permettant de dépasser une histoire prétexte. Patrice Gentilhomme d'Actua BD estime plus spécifiquement que jamais — depuis Les Cités obscures de François Schuiten, — les « ressources émotionnelles de l’architecture en BD » n'ont été aussi bien exploitées.
Les critiques d'Evene.fr et Bedetheque.com en font par conséquent l'un des principaux albums francophones de la rentrée 2007,.

## Adaptation
À partir de 2008, Bézian travaille avec le groupe électro-jazz Sayag Jazz Machine sur une adaptation de l'album en concert. Réalisée par le bassiste Pierre-Yves Le Jeune, cette adaptation consiste en la projection de cases l'album sur un écran accompagnées des dialogues en voix-off pendant que le groupe délivre une bande originale alternant composition et improvisation, électronique et acoustique. Le spectacle est joué en 2010 sous le titre [re]garde-fous.

## Publications
- Les Garde-fous, Delcourt, 78 planches (80 pages), grand format, août 2007  (ISBN 978-2-7560-0629-1)[10].

### Documentation
Interviews
- Bézian (interviewé) et Mikaël Demets (interviewer), « Interview Frédéric Bézian Garde-fous Donjon », sur Evene.fr, 21 septembre 2007.
- « Archi & BD. Bézian, Sur la conception de la maison dans Les Garde-fous », sur citedelarchitecture.fr, 19 mai 2010.

Critiques
- Romain Brethes, « Les Garde-fous », sur Chronic'art, 2 octobre 2007.
- L. Cirade, « Garde-fous », sur bedetheque.com, 17 septembre 2007.
- Patric Gentilhomme, « Les Garde-fous », sur Actua BD, 4 janvier 2008.
- Legoffe, « Les garde-fous », sur sceneario.com, 8 mars 2008.
- Jean-Claude Loiseau, « Les Garde-fous », Télérama, no 3014,‎ 15 octobre 2007 (lire en ligne).
- Festraëts Marion, « Les Garde-fous », L'Express,‎ 18 octobre 2007 (lire en ligne).
- Brieg F. Haslé, « Les Garde-fous », sur auracan.com, 25 septembre 2007.
- « Les Garde-fous », sur livressedesmots.com, 9 août 2014.
- Guy Rollet, « Les Garde-fous, t. 1 : une prison de verre », dBD, no 17,‎ octobre 2007, p. 28.